# ستيف روكو
ستيف روكو (بالإنجليزية: Steve Rocco)‏ هو متزلج لوحي أمريكي، ولد في 16 يناير 1960.